# Agencia NOVA
Agencia NOVA es una agencia de noticias fundada el 14 de febrero de 1996 y financiada por distintos organismos estatales, privados, extranjeros y colaboradores independientes. 
Multimedios NOVA, fue creado y actualmente es dirigido por el reconocido periodista Mario Casalongue. La agencia recibió el Premio World Quality Commitment en la categoría Oro, en la Convención Internacional BID (Business Iniciative Directions) y varias distinciones a nivel nacional.

## Historia
En el año 1996, Agencia NOVA comenzó a desempeñarse como agencia de noticias, enviando fotografías e información vía fax y por correo postal. En el primer período, los empleados de NOVA enviaban contenido noticioso sobre los municipios del interior de la Provincia de Buenos Aires. Sus principales competidoras en ese entonces, eran las agencias de noticias DIB (Diarios del Interior Bonaerense), Agencia Informativa de Buenos Aires (AIBA) y Télam. Las primeras dos eran las únicas agencias de noticias bonaerenses que existían. La primera oficina de la Agencia NOVA tuvo lugar en el subsuelo del Cine San Martín, ubicado en Av. 7 Galería San Martín 923, en la ciudad de La Plata. Esta agencia de noticias recibía su sustento mediante cuotas mensuales que enviaban los medios de comunicación gráficos, televisivos y radiales.
Durante la década del 2000, en Argentina comenzaba a ampliarse el acceso al mundo digital. Internet, todavía no era común para toda la población, pero implicó un salto importante en el mercado de la información. 
La agencia generó durante años diferentes ingresos propios en concepto de publicidad y por medio de la venta de su servicio informativo. Desde su página web se puede acceder de forma gratuita a 39 secciones de distintas temáticas. El eslogan de Agencia NOVA es: “Lo que el poder no quiere que se publique”.
A partir de su crecimiento como agencia de noticias, otros portales provinciales y nacionales empezaron a recurrir a Agencia NOVA como fuente para sus notas. La agencia tiene sus áreas de influencia en Estados Unidos, Argentina, Chile, Colombia, Perú, Uruguay, Venezuela, Paraguay, México, Ecuador y República Dominicana. Desde la Ciudad Autónoma de Buenos Aires, República Argentina provee información periodística a usuarios particulares, a medios nacionales e internacionales y oficinas gubernamentales nacionales, provinciales y municipales.
Presencia en la política argentina
En el año 2015, quien era en ese entonces diputado y precandidato a gobernador bonaerense por el Frente Renovador, Francisco De Narváez, reaccionó contra el director del Multimedio Mario Casalongue. El hecho ocurrió cuando el diputado se hizo presente en las oficinas de Casalongue con un miembro de su custodia  y, sin mediar palabra, agredió al director. Francisco De Narváez sostuvo que el periodista habría querido extorsionarlo y pidió disculpas por el hecho. El motivo de la confrontación habría sido que en el sitio web de NOVA se publicó una nota que relacionaba a De Nárvaez con prostitutas.
Casalongue denunció a De Nárvaez por la agresión. La denuncia fue realizada en el Juzgado de Garantías 2 de La Plata y exponía que De Narváez y su custodio, habrían golpeado a Casalongue hasta dejarlo inconsciente y luego, habrían obligado a las redactoras a borrar la noticia, por medio de la fuerza. Fundación LED (Libertad de Expresión y Democracia) apoyó públicamente a Agencia NOVA y las víctimas del ataque. En repudio al hecho de violencia, se manifestaron miembros del gobierno nacional argentino.
En el año 2020, la exesposa del presidente de la Argentina Alberto Fernandéz, Fabiola Yáñez denunció públicamente el accionar de la agencia de noticias y tomó medidas legales contra Mario Casalongue, su director. La reacción de la primera dama fue en respuesta a una nota que publicó Agencia NOVA con datos de la intimidad de la pareja presidencial.

## Distinciones
- Premio Galena a la mejor Agencia de Noticias en La Plata, Buenos Aires, República Argentina.

- Premio "Hector Lucero" a mejor página web en español (2017).
- Premio Caduceo (2002).
- Premio Ballenas (2017).[3]
- Premio World Quality Commitment en la categoría Oro (2017).
- Premio Galena (2017).
- Premio León (2017).
- Premio Galena (2018).[4]